# Reino do Dongo
Reino do Dongo, Andongo (em quimbundo: Ndongo) ou Angola (Ngola) foi o Estado pré-colonial africano na atual Angola, criado pelos ambundos, e cujo nome inspirou o nome do atual país. Estava ao sul do Reino do Congo, entre os rios Dande e Cuanza, a leste de Matamba e Lunda, ao norte de Quissama e a oeste do oceano Atlântico. Foi liderado por um rei, cujo título era Angola quiluanje (ngola a kiluanje). Pouco se sabe sobre o reino no início do século XVI. "Angola" foi listada entre os títulos dos reis do Congo em 1535, pelo que é provável que estivesse subordinada ao Congo. As suas próprias tradições orais, recolhidas no final do século XVI, nomeadamente pelo jesuíta Baltasar Barreira, descreviam o fundador do reino, Angola Quiluanje, também conhecido por Angola Inene, como um migrante do Congo, chefe de um grupo étnico de Língua quimbundo.[carece de fontes?]

## Estrutura Social e Política
A região de língua quimbundo era conhecida como a terra dos Ambundos e, de acordo com relatos do final do século XVI, era dividida em 736 pequenas unidades políticas governadas por sobas. Esses sobas e seus territórios (chamados murinda) eram agrupamentos compactos de aldeias (senzala ou libatas, provavelmente seguindo o termo divata em quicongo) em torno de uma pequena cidade central (ambanza).[carece de fontes?]
Essas unidades políticas eram frequentemente agrupadas em unidades maiores chamadas candas e, às vezes, províncias. Reinos maiores podem ter surgido em épocas anteriores, mas no século XVI, a maioria dessas regiões havia sido unidas pelos governantes do Reino do Dongo. A capital de Dongo, Cabaça (Caculo Cabaça), localizada no planalto próximo à atual N'dalatando. Esta era uma cidade grande, com cerca de 50.000 habitantes em seu distrito densamente povoado.[carece de fontes?]
O rei do Dongo e os líderes das várias províncias governavam com um conselho de nobres poderosos, os macotas, e tinham uma administração chefiada pelo tendala, uma figura judicial, e o angolambole, um líder militar. No próprio Dongo, o governante tinha um grupo ainda maior de burocratas, incluindo um contramestre chamado quilunda e outro oficial semelhante chamado mwene kudya.[carece de fontes?]
A estrutura social estava ancorada nos ana murinda (filhos da murinda) ou plebeus livres. Além dos plebeus, havia dois grupos servis - os ijiko (sing., Kijiko), plebeus não-livres que estavam permanentemente ligados à terra como servos e os abika (sing., Mubika) ou escravos vendáveis.

## História

### Formação do Reino
Por volta do século XIV, os Dongo, que faziam parte dos Ambundos, começaram a usar símbolos religiosos de ferro chamados "ngola", cuja importância cresceu exponencialmente, assim como as dos seus guardiões. Com tempo, formaram-se hierarquias em cada aldeia e, posteriormente, por todo o território Dongo, surgindo o título de ngola a kiluanje no topo da hierarquia.
No início do século XVI, o Reino do Dongo era um dos estados tributário do Reino do Congo, os maiores aliados de Portugal na região.

### Independência
Em 1519, o reino do Dongo pediu a Afonso I do Congo para que Portugal lhes enviasse uma embaixada. Assim, em 1520, Portugal enviou a primeira expedição ao reino do Dongo, liderada por Balthasar de Castro. No entanto, os Dongo não ficaram satisfeitos com as ofertas dos portugueses e mantiveram Castro encarcerado durante seis anos, libertando-o apenas por intervenção do Congo.
Por volta de 1556, o reino do Dongo conquistou a sua independência do Congo e voltou a tentar estabelecer relação direta com Portugal, enviando um embaixador a Lisboa a pedir representação oficial na sua corte. A segunda missão portuguesa tardou, chegando finalmente em 1560, chefiada por Paulo Dias de Novais, neto do famoso explorador Bartolomeu Dias, e incluindo vários padres jesuítas, incluindo Francisco de Gouveia. Esta missão também falhou e Dias de Novais ficou prisioneiro cinco anos, enquanto Gouveia nunca mais viu a liberdade.

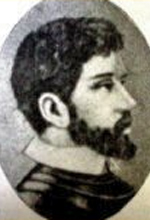
Paulo Dias de Novais foi o primeiro governador da Angola Portuguesa e estabeleceu as primeiras relações com o Reino do Dongo.

### Relações e guerras contra os portugueses
Na altura da terceira missão em 1571, o rei de Portugal Sebastião I tinha decidido encarregar Dias de Novais da conquista e subjugação do "Reino de Angola", autorizando-o a governar a região, trazer colonos, e construir fortes. Dias de Novais chegou a Luanda por acordo com o rei Álvaro I do Congo em retribuição pela ajuda de Portugal contra os Jagas. Quilongo, o rei de Angola, renovou as relações com Portugal em 1578. Incapaz de conquistar qualquer território por conta própria, Dias de Novais fez alianças com o Congo e o Dongo, servindo como um exército mercenário.
Em 1579, mercadores portugueses que se estabeleceram no Congo, liderados por Francisco Barbuda, avisaram a Quilombo Quiacasenda que Portugal pretendia apoderar-se do seu país. Agindo com base nesta ameaça e inteligência, Ginga Ambande enganou as forças portuguesas para uma emboscada e massacrou-as em sua capital.
A guerra que se seguiu testemunhou uma invasão do Congo, que foi derrotada por pouco tempo em 1580, e uma ofensiva portuguesa no rio Cuanza, resultando na fundação de seu forte em Massangano em 1582. Vários sobas mudaram sua aliança para Portugal e logo muitos dos províncias costeiras foram unidas à colônia. Em 1590, os portugueses decidiram atacar o núcleo do Dongo e enviaram um exército contra a Cabaça. Dongo, no entanto, recentemente selou uma aliança com a vizinha Matamba, e as forças portuguesas foram esmagadas. Após esta derrota, o Dongo fez uma contraofensiva e muitos dos ex-sobas pró-portugueses regressaram ao lado do reino. Entretanto Portugal conseguiu reter grande parte das terras que ganhou nas guerras anteriores e, em 1599, Portugal e o Dongo  formalizaram sua fronteira.

### Período Imbangala
Durante o início do século XVII, uma paz armada foi mantida entre Portugal e o Dongo. Os portugueses continuaram a sua expansão ao longo do Cuanza, fundando o presidio de Cambambe em 1602, e tentaram, sempre que possível, interferir na política do reino, especialmente no que se referia ao ténue domínio do Dongo sobre Quissama e outras terras a sul do Rio Cuanza. No decurso das suas actividades na região sul do Cuanza os portugueses entraram em contacto com os imbangalas, um grupo desenraizado de invasores nómades que assolavam o país. Em 1615, o governador provisório de Angola Bento Banha Cardoso encorajou alguns Imbangala a cruzar o rio e entrar ao serviço dos portugueses, e com a ajuda deles expandiu a colônia ao longo do rio Lualaba, ao norte de Dongo.
Em 1617, o novo governador Luís Mendes de Vasconcelos, após rejeitar o uso de tropas Imbangala, comprometeu-se com a aliança e iniciou campanhas agressivas contra o Dongo. Graças à ajuda dos Imbangala comandados por Cassanje, Caza e outros, ele conseguiu invadir Dongo, saquear a capital e forçar o Rei Angola Ambandi a se refugiar na ilha de Quindonga no rio Cuanza. Milhares de súditos do Dongo foram feitos prisioneiros e Mendes de Vasconcelos tentou, sem sucesso, criar um governo fantoche para permitir o domínio português.
Os sucessores de Mendes de Vasconcelos, como João Correia de Sousa tentaram fazer as paz com Dongo, e, em 1621, Angola Ambandi enviou a sua irmã, Ginga Ambandi, a Luanda para negociar em seu nome. Ela negociou um tratado de paz no qual Portugal concordou em retirar seu forte avançado de Ambaca no Lualaba, que serviu de base para a invasão do Dongo, devolvendo um grande número de ijiko cativos para Dongo e forçando os bandos de Imbangala que ainda devastavam o Dongo para sair. Em troca, Angola Ambandi deixaria a ilha e se restabeleceria na capital e se tornaria vassalo português, pagando 100 escravos por ano como tributo.
No entanto, João Correia de Sousa envolveu-se numa guerra desastrosa com o Congo e na sequência foi expulso da colónia por cidadãos irados. O seu sucessor temporário, o bispo, não conseguiu executar o tratado, cabendo então ao novo governador, Fernão de Sousa, resolver a questão aquando da sua vinda em 1624.

### Reinado de Ginga

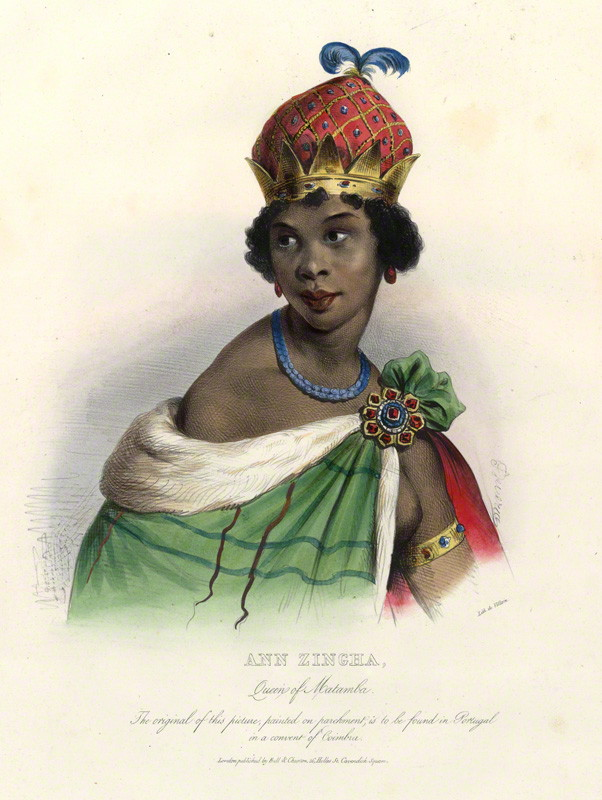
Ginga Ambande (Ana de Sousa) foi a mais importante monarca do Reino do Dongo

O fracasso de Portugal em honrar o tratado afetou Angola Ambandi e, em desespero, ele cometeu suicídio, deixando o país nas mãos de sua irmã Ginga, que serviria como regente de seu filho menor, então sob custódia protetora do líder da imbangala, Caza, que deixou o serviço português e se juntou ao Dongo. Ginga, no entanto, serviu apenas por um breve período como regente, mandou assassinar o filho e ascender ao trono como rainha governante (Angola). Algumas fontes europeias a chamam de Anna Xinga.
O Padre Giovanni aproveitou a oportunidade para reabrir as negociações com Ginga, cuja legitimidade foi questionada. Ele se recusou a devolver o Ijiko e insistiu que Ginga primeiro reconhecesse a soberania portuguesa. Embora a rainha estivesse preparada para fazer isso, ela não deixaria a ilha até que seu controle total fosse restabelecido e o Ijiko retornasse. Quando os portugueses se recusaram, Ginga os encorajou a fugir e entrar em seu serviço. A disputa sobre o Ijiko levou à guerra em 1626, e o exército de Sousa conseguiu expulsar Ginga de Quidonga, mas não capturá-la.
Sousa se sentiu confiante o suficiente neste ponto para declarar ao Dongo, e convocou alguns sobas que a apoiaram para reeleger como novo rei Hari Quiluanje, senhor da fortaleza rochosa de Pungo Andongo em 1626, mas ele morreu na epidemia de varíola que eclodiu em consequência da guerra, sendo substituído por Filipe Hari Angola.
Ginga se recusou a reconhecer Hari Angola alegando que ele era de origem escrava e não era elegível para reinar. Ela reocupou Quindonga e começou a mobilizar o apoio de todos os sobas que se opunham a Hari Angola e ao domínio português, levando a uma segunda guerra com Portugal. O exército de Sousa derrotou Ginga novamente em 1628, mais uma vez forçando-a a se refugiar nas ilhas. Ginga escapou por pouco da captura, em um ponto tendo que descer na Baixa de Cassange em cordas com apenas algumas centenas de seus seguidores restantes.
Desesperada, Ginga juntou suas forças com o bando Imbangala de Cassanje, que a forçou a aceitar uma posição humilhante como esposa e desistir de seus trajes reais. No entanto, ela conseguiu conquistar um de seus apoiadores, posteriormente como Ginga Mona (ou filho de Anzinga) e reconstruindo seu exército. Com este apoio, Ginga moveu-se para o norte e capturou o Reino de Matamba que se tornou sua base, mesmo enquanto enviava um destacamento para reocupar as Ilhas Quindonga, agora sagradas porque os restos mortais de seu irmão estavam ali enterrados.
Nesse ponto, a história de Ginga passa a ser a de Matamba, e sua trajetória pode ser acompanhada naquele reino. 

### Vassalagem Portuguesa
Hari Angola ou Dom Filipe I serviu lealmente aos portugueses nas décadas seguintes, mesmo quando os portugueses fizeram uma paz em separado com Ginga em 1639. As suas tropas eram o maior componente do exército que os portugueses usaram para fazer conquistas e consolidar o seu domínio na área dos Dembos ao norte. Quando os holandeses invadiram o Brasil, Filipe serviu contra eles, formando o grosso das forças que defendiam a colônia de alcatra de Massangano, embora tenha sofrido uma derrota esmagadora nas mãos do exército de Ginga com seus aliados holandeses em 1647 na Batalha de Combi.
Após a expulsão dos holandeses Filipe começou a sentir que os portugueses não lhe estavam a dar o devido valor. Ele se envolveu em disputas com eles sobre seus subordinados e jurisdição, mesmo enquanto suas forças marcharam em guerras desastrosas em Quissama e os Dembos. Seu filho e sucessor ficou igualmente desapontado, especialmente após o tratado português com Dongo que reconheceu Ginga como rainha do Dongo e Matamba em 1657, deixando-o se sentindo desonrado como único governante de Pungo a Dongo. Em 1670, portanto, ele se revoltou e, após um longo cerco, sua fortaleza caiu para o exército português em 1671, encerrando efetivamente o Dongo como um reino independente.